# اوشتفی‌آسونی‌فا
اوشتفی‌آسونی‌فا (به مجاری: Ostffyasszonyfa) یک شهرداری در مجارستان است که در واش واقع شده‌است. اوشتفی‌آسونی‌فا ۳۴٫۳۱ کیلومتر مربع مساحت و ۸۴۱ نفر جمعیت دارد.